# 君だけに気づいてほしい
「君だけに気づいてほしい」（きみだけにきづいてほしい）は、doaの5枚目のシングル。

## 概要
TBS系「BODY」エンディングテーマ、テレビ東京系「JAPAN COUNTDOWN」8月度エンディングテーマであり、大田紳一郎が初めて作詞を担当した。本作から「ゼロの気持ち」まで大田の作詞曲が3部続く。
PVはビルの屋上で撮影されたものと九十九里で撮影されたものの2種類があり、CSの音楽専門チャンネルでは後者がOAされる。

## 収録曲
全作曲・編曲：徳永暁人
1. 君だけに気づいてほしい
作詞：大田紳一郎
2. Tell me what I got to do
作詞：吉本大樹
3. カンニン袋を切り裂け
作詞：徳永暁人